# Carbonellis
Carbonellis is een geslacht van rechtvleugeligen uit de familie Proscopiidae. De wetenschappelijke naam van dit geslacht is voor het eerst geldig gepubliceerd in 2006 door Bentos-Pereira.

## Soorten
Het geslacht Carbonellis omvat de volgende soorten:
- Carbonellis aripuana Piza, 1979
- Carbonellis urihii Bentos-Pereira, 2006
- Carbonellis xaripe Bentos-Pereira, 2006